# 핀란드 노동조합
핀란드 노동조합(핀란드어: Suomen Ammattijärjestö; SAJ 수오멘 아마티얘례스퇴[*])은 핀란드 최초의 노총이다. 핀란드 사회민주당(SDP)의 하부조직으로, SAJ 산하 노조원들은 모두 SDP 당원이었다. SAJ의 조합원 수는 1917년에 110,000 명으로 최대였다. 1909년 국제전국노총서기국에 가맹했다.
1918년 핀란드 내전 당시 적위대는 대부분 SAJ 조합원들로 이루어져 있었다. 또한 적핀란드의 입법부인 최고노동자평의회 구성에 참여한 조직이기도 했다. 내전이 끝난 뒤 SAJ의 급진적 분파는 1920년 5월 핀란드 사회주의 노동자당(SSTP)을 창당했다. SSTP의 배후에는 불법정당인 핀란드 공산당이 도사리고 있었고 1년 뒤에는 공산당원들이 SAJ 내부 다수파를 형성했다.
극우 정당인 라푸아 운동이 부상한 뒤인 1930년 SAJ는 반공법에 따라 활동이 금지당했다. 그러자 공산당원들은 적색노동조합을, 사회민주당원들은 핀란드 노동조합중앙기구(SAK)를 형성했다. 1960년 SAK의 일부 분파가 SAJ라는 조직을 만들어 분리되었다가 1969년 재통합하여 오늘날에 이르고 있다.

## 역대 위원장
- 에로 하팔라이넨 1907년–1911년
- 마티 파시부오리 1911년–1912년
- 오스카리 토코이 1912년-1917년
- 요한 루미부오코 1917년-1918년
- 마티 파시부오리 1918년-1920년
- 마티 배이새넨 1920년-1923년
- 에드바르드 후투넨 1923년-1925년
- 에르키 해르마 1926년
- 마티 파시부오리 1926년-1929년
- 이사키 헤이카 1929년-1930년
- 이리외 무르토 1930년